# AIRMANスケートパーク
AIRMANスケートパーク（エアマンスケートパーク）は、新潟県新潟市中央区清五郎の新潟県立鳥屋野潟公園のうち、新潟県スポーツ公園内に所在するスケートボードを主とした屋内スポーツ施設。2023年（令和5年）7月30日にオープンした。

## 概要
新潟市内初のフルコンクリートスケートパークで、同県燕市に本社を置く「AIRMAN」が命名権を獲得している。滑走エリアは約2,000 ㎡。
2021年2月議会で建設予算が成立し、事業化された。

## 沿革
- 2021年（令和3年）2月：県議会において建設予算が成立、事業化された。
- 2022年（令和4年）：工事着工。
- 2023年（令和5年）7月30日：開業[4]

## 周辺
- 新潟県立鳥屋野潟公園
  - 新潟県スポーツ公園
    - 新潟スタジアム（ビッグスワン）
    - 新潟県立野球場（エコスタ）
- 新潟市アイスアリーナ

## 交通アクセス
新潟県スポーツ公園#交通アクセスを参照。